# فرانكلين إي. بروكس
فرانكلين إي. بروكس (بالإنجليزية: Franklin E. Brooks)‏ هو محامي وسياسي أمريكي، ولد في 19 نوفمبر 1860، وتوفي في 7 فبراير 1916 بسانت أوغسطين في الولايات المتحدة. حزبياً، نشط في الحزب الجمهوري. وقد انتخب عضو مجلس النواب الأمريكي.